# Georg Drozdowski

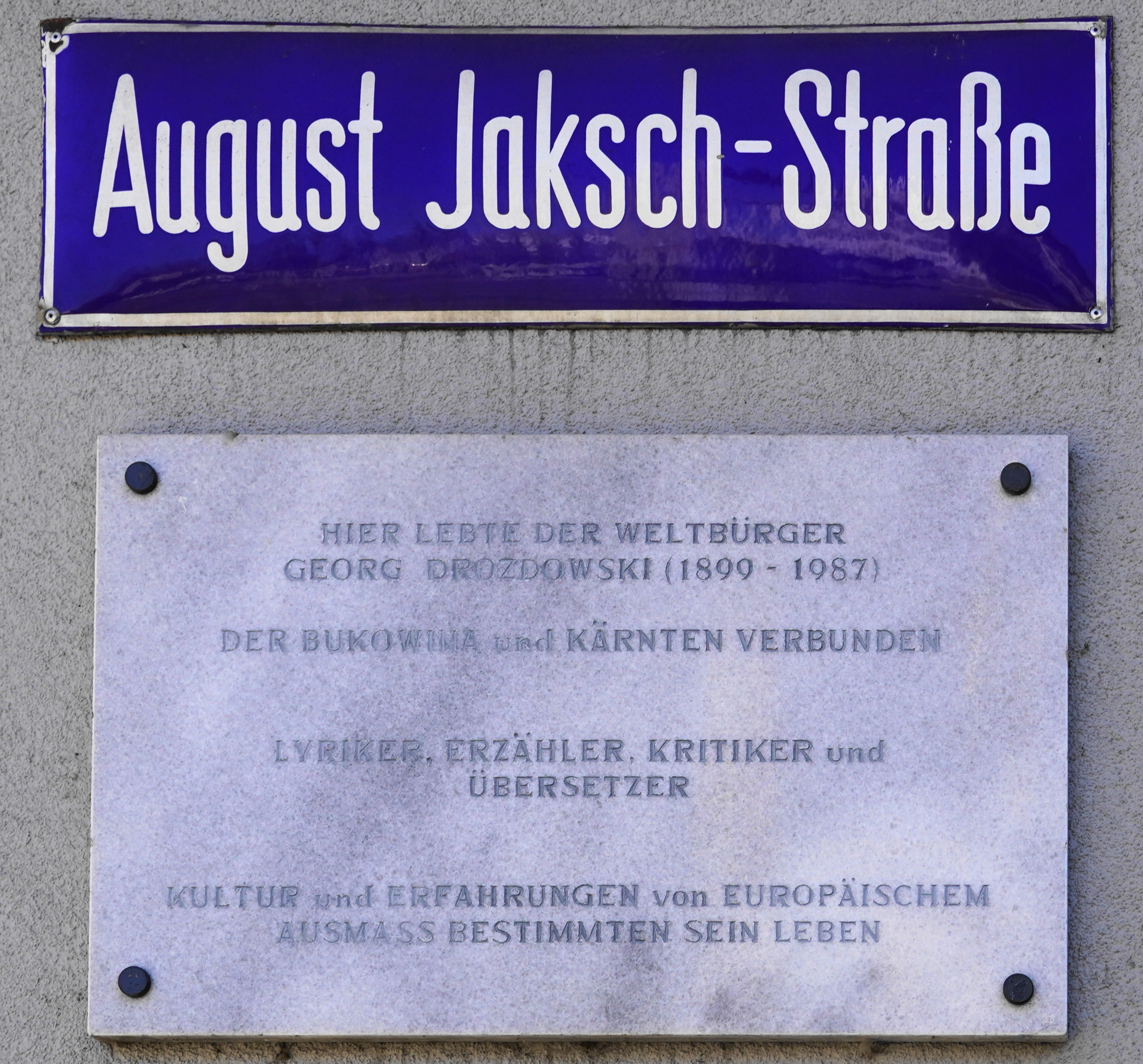
Tafel Georg Drozdowski in der August Jaksch-Straße in Klagenfurt, Kärnten, Österreich

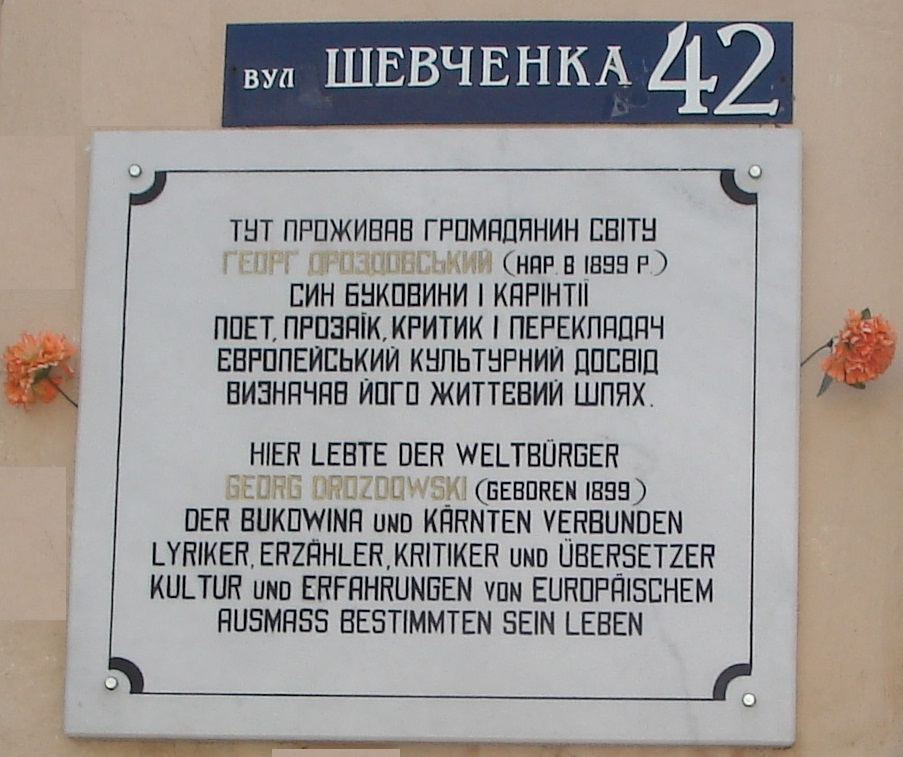
Gedenktafel zu Ehren von Georg Drozdowski in Czernowitz, wo er geboren wurde und lebte

Georg Drozdowski (* 21. April 1899 in Czernowitz; † 24. Oktober 1987 in Klagenfurt am Wörthersee) war ein deutschsprachiger Schriftsteller, Journalist, Übersetzer und Schauspieler.

## Leben
Der Sohn einer österreichischen Offiziersfamilie – die Familie des Vaters hatte polnische Wurzeln, die der Mutter stammte aus Frankreich – besuchte in Czernowitz die Grundschule und übersiedelte während der Gymnasialjahre nach Wien; er maturierte am Wasa-Gymnasium. Im letzten Jahr des Ersten Weltkrieges diente er als Fähnrich an der Italienfront. Er kehrte in seine Heimatstadt zurück, die nun Cernăuţi hieß und zum Königreich Rumänien gehörte. Bis zur Umsiedlung 1940 arbeitete er in Czernowitz als Bankbeamter, veröffentlichte aber daneben Gedichte und Prosa, vor allem in der Czernowitzer Allgemeinen Zeitung und in der Czernowitzer Deutschen Tagespost. Er war Mitglied der Schlaraffia (Reich Pruthana), bei deren Veranstaltungen er sein komödiantisches Talent präsentieren konnte und stadtbekannt wurde. Nach der Rumänisierung des Stadttheaters arbeitete er gelegentlich bei den Kammerspielen mit und war zeitweise Dramaturg und Theaterkritiker.

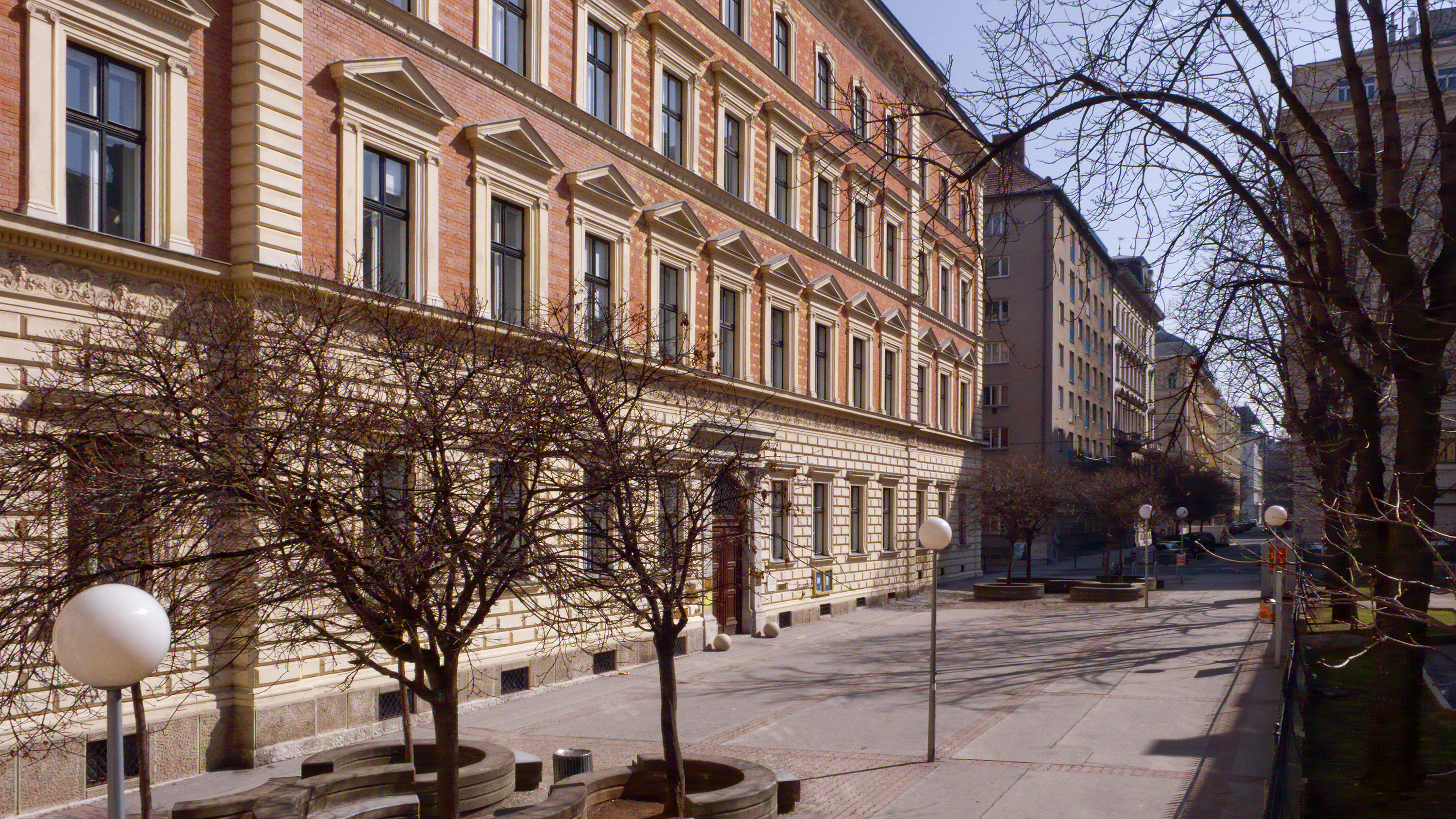
Gymnasium in Wien, in dem Georg Drozdowski studierte

Im Zuge der Umsiedlung der Bukowinadeutschen im Jahre 1940 zog er wieder nach Wien. Im Zweiten Weltkrieg diente er bei der Luftwaffe (Wehrmacht) und erlebte das Kriegsende als Feldwebel im kärntnerischen Lavamünd. 1945 wurde er Kulturredakteur und später Kulturchef bei der Kärntner Volkszeitung in Klagenfurt; die Kärntner Hauptstadt, heute Partnerstadt von Czernowitz, wurde zu seiner zweiten Heimat. Hier wirkte er als Journalist, Publizist und Übersetzer. In fünf Jahrzehnten veröffentlichte er 17 Bücher sowie zahllose Arbeiten für die Presse und den Rundfunk.
Drozdowski war – ähnlich wie sein Landsmann Gregor von Rezzori – ein typisches Kind des imaginären „Maghrebinien“: ein bisschen Lebemann, ein bisschen Bohemien, ein bisschen Lebenskünstler. Er gehört nicht zu den ganz Großen der Czernowitzer Literaturszene, doch seine journalistischen Arbeiten aus den Czernowitzer Jahren sind interessante Zeitdokumente. Als Lyriker fand er – von humoristischen Gelegenheitsgedichten abgesehen – durchaus zu einer individuellen Sprache. Seine späteren Veröffentlichungen sind von Rang und verdienen noch heute Aufmerksamkeit.
Für seine dichterische und publizistische Arbeit wurden ihm in Österreich zahlreiche Preise verliehen, darunter 1959 der Nikolaus-Lenau-Preis. Sein Buch Damals in Czernowitz und rundum (1984) ist eine Reminiszenz an die bukowinische Hauptstadt und steht in der Tradition von Leo Flinker, Heinrich Nadler, Karl Julius Weber und Franz Porubsky.
Ein Sohn ist der Schauspieler Georg Marin, ein Enkel der Filmemacher Niki Drozdowski.

## Auszeichnungen
- 1959 Nikolaus-Lenau-Preis

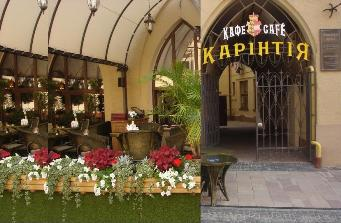
Das Deutsche Haus in Czernowitz, in dem sich der Drozdowski-Saal befindet und das Cafe "Kärnten" einige Jahre untergebracht war

- 1965 Förderungspreis der Theodor-Körner-Stiftung
- 1965 Verleihung des Titels Professor durch den Bundespräsidenten der Republik Österreich
- 1977 Würdigungspreis des Landes Kärnten (erstmals verliehen)
- 1982 Ehrengabe des Andreas-Gryphius-Preises 1982, verliehen von der Künstlergilde Esslingen in Düsseldorf
- 1984 Ehrpfennig der Landeshauptstadt Klagenfurt
- 1987 Kulturpreis des Klubs der Kärntner ÖVP-Abgeordneten

## Werke
- Gedichte. Czernowitz, 1934.
- Der Steinmetzgarten. Gedichte. Wien, 1957.
- Odyssee. XXX. Gesang. Salzburg/Klosterneuburg Stifterbibliothek, 1958.
- Gottes Tiergarten ist groß. Lyrischer Unfug. Carinthia, Klagenfurt, 1959.
- Mit versiegelter Order. Gedichte. Österr. Verlagsanstalt, Wien, 1963.
- Floh im Ohr, Dorn im Herzen. Ernste und heitere Geschichten. Pustet, Regensburg, 1965.

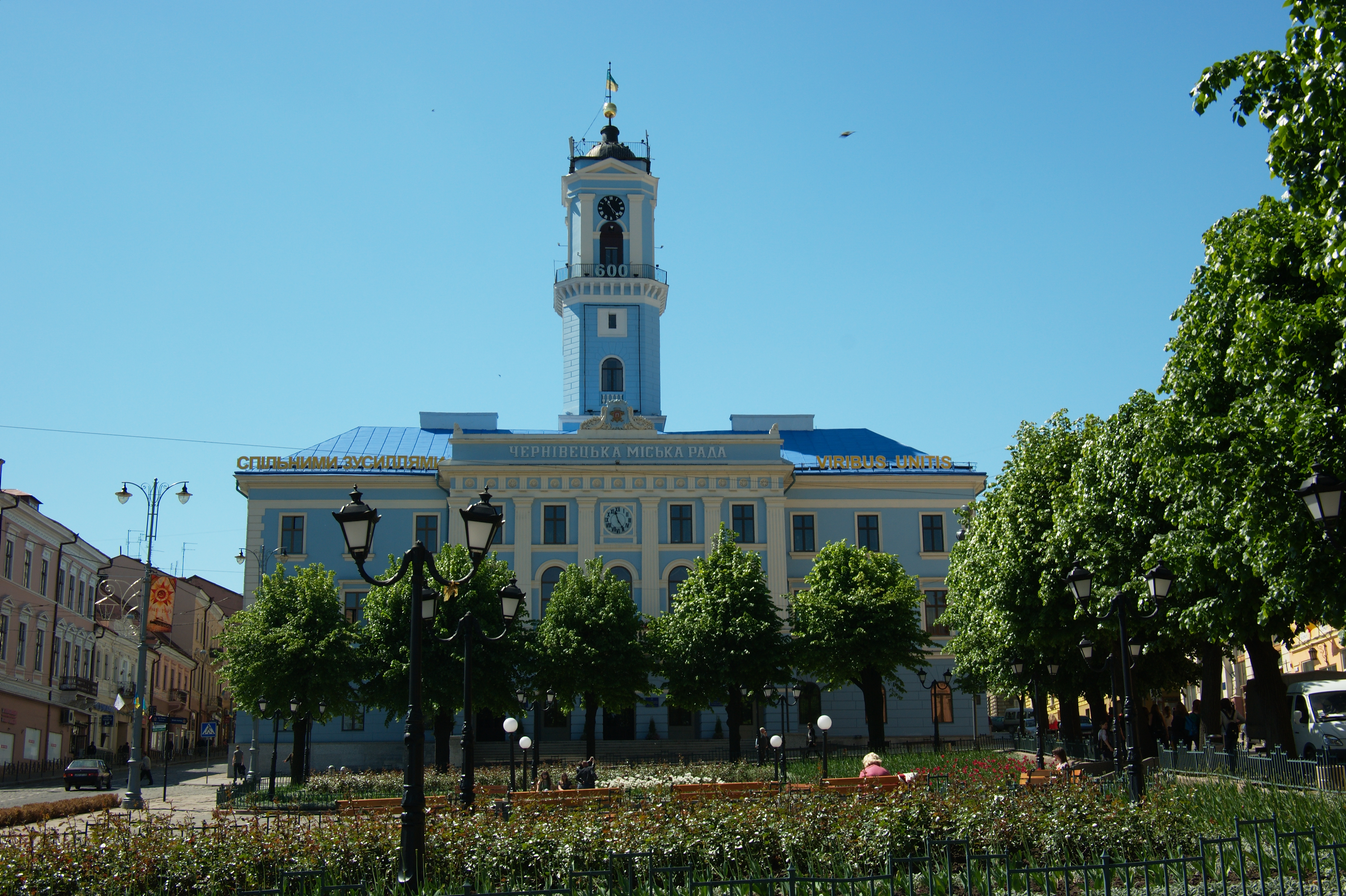
Rathaus in Czernowitz, das von einem Verwandten von Georg Drozdowski entworfen wurde

- Sand im Getriebe der Sanduhr. Gedichte. Carinthia, Klagenfurt, 1965.
- Militärmusik. Geschichten in Moll und Dur. Carinthia, Klagenfurt, 1967.
- Epheta. Gedichte. Die Sache mit Noah. Carinthia, Klagenfurt, 1969.
- Iro-Niersteiner Spätlese. Bedachtsame und bedenkliche Verse. Carinthia, Klagenfurt, 1975.
- An die Wand gemalt. Gedichte. Carinthia, Klagenfurt, 1972.
- Spitzfindigkeiten. Ein Friwohl- und Moritatenbuch. Carinthia, Klagenfurt, 1976.
- Bei Durchsicht meiner Brille. Gedichte 1977/1978. Heyn, Klagenfurt, 1979.
- Die Spur deiner Schritte. Gedichte. Heyn, Klagenfurt, 1981.
- Seltsam öffne dich! Geschichten im Halbdunkel. Heyn, Klagenfurt, Klagenfurt, 1983.
- Damals in Czernowitz und rundum. Erinnerungen eines Altösterreichers. Kleine Zeitung, Klagenfurt, 1984.
- Zu lesen wenn das Käutzchen ruft. Erzählungen. Heyn, Klagenfurt, 1985.
- Damals in Czernowitz und rundum. Erinnerungen eines Altösterreichers. Neuauflage, Georg-Drozdowski-Gesellschaft und Carinthia, Klagenfurt, 2003.
- Mit versiegelter Order. Ausgewählte Gedichte 1934–1981. Hrsg. und Nachwort von Helga Abret, Rimbaud, Aachen, 2009.
- Damals in Czernowitz und rundum. Erinnerungen eines Altösterreichers. Neuauflage, Vorwort von Helga Abret, Rimbaud, Aachen, 2013.
- An die Wand gemalt. Gedichte. Neuauflage, Nachwort Bernhard Albers, Rimbaud, Aachen, 2015.
- Odyssee. XXX. Gesang. Neuauflage, Rimbaud, Aachen, 2018.
- Der Kranz auf das Grab einer Landschaft. Gedichte aus Der Steinmetzgarten. Hrsg. und mit einem Nachwort von Angela Lohausen, Rimbaud, Aachen, 2021.

## Erinnerungen
Am 17. Dezember 1998 erfolgte die Gründung der Georg-Drozdowski-Gesellschaft in Klagenfurt/Kärnten mit dem Ziel, das literarische Erbe Georg Drozdowskis zu würdigen und Kontakte im Sinne der regionalen Zusammenarbeit zwischen dem Land Kärnten und dem Gebiet Czernowitz zu pflegen. Die Gesellschaft dient als Brücke zwischen dem Bundesland Kärnten und dem Gebiet Czernowitz sowie den Hauptstädten Klagenfurt und Czernowitz.
Seit 1999 wird, nach einer umfassenden Sanierung durch internationale Hilfe, der Drozdowski-Saal im ehemaligen Deutschen Haus in Czernowitz als Museum für den Schriftsteller sowie als Seminar-, Veranstaltungs- und Ausstellungszentrum genutzt.

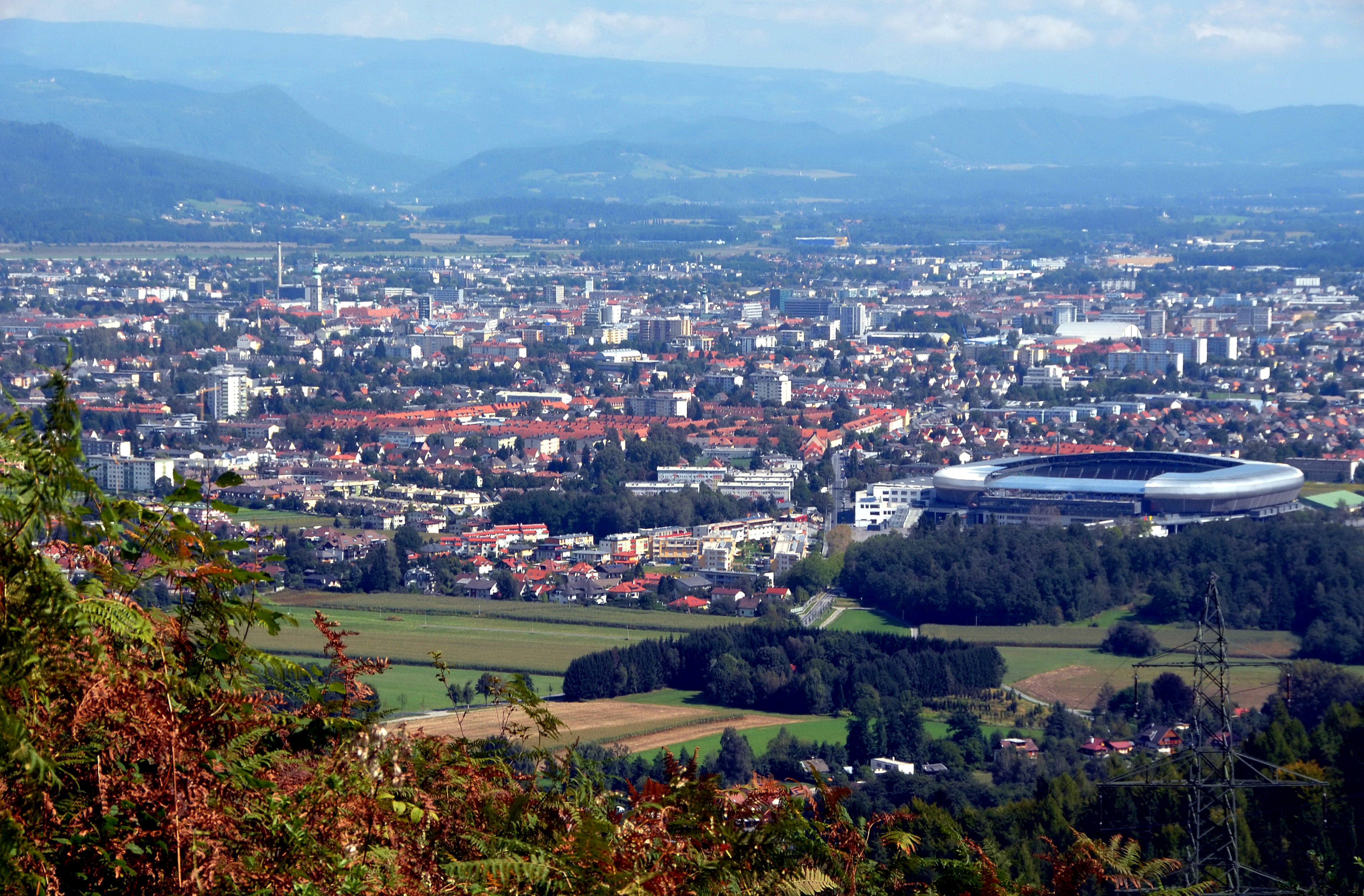
Klagenfurt, zwischen den Bergen gelegen, in denen Georg Drozdowski die zweite Hälfte seines Lebens verbrachte und das seiner Heimat Czernowitz sehr ähnlich war

Nördlich an seinem Wohnhaus in Klagenfurt, Rosentalerstraße Ecke August-Jackschstraße, sowie an seinem ehemaligen Wohnhaus in Czernowitz, heute Schewtschenko-Straße, erinnern Tafeln an ihn.
Im Gedenken an Georg Drozdowski und seine Geburtsstadt Czernowitz wurde anlässlich des 600-Jahr-Jubiläums dieser in Klagenfurt am Wörthersee ein Modell des „Czernowitzer Theaters“ im Modellpark „Minimundus – Die Kleine Welt am Wörthersee“ errichtet. Im Jahr 1904 wurde mit dem Bau des vom Architektenbüro Fellner und Helmer geplanten neuen Theatergebäudes in Czernowitz begonnen. Die Eröffnung erfolgte nach 14 Monaten Bauzeit am 3. Oktober 1905 als „Czernowitzer deutsches Stadttheater“. Nach 1922 wurde es zum „Rumänischen Nationaltheater“. Seit 1940 bzw. 1944 ist es „Das ukrainische musikalisch-dramatische Olga Kobylanska Theater“. Das Gebäude liegt inmitten eines damals neu entstandenen Stadtteils am ehemaligen „Elisabeth Platz“, heute „Theaterplatz“ und umgeben von einer Parkanlage. Von 1907 bis 1922 stand vor dem Theater ein Denkmal von Friedrich Schiller und seit 1980 befindet sich dort eines der ukrainischen Nationaldichterin Olga Kobylanska. Das Gebäude gehört zu jener Gruppe von Theatern, deren Front durch eine Portalbogenarchitektur hervorgehoben wird. Das Modell im „Minimundus – Die Kleine Welt am Wörthersee“ wurde unterstützt durch das Gebiet Czernowitz, das Land Kärnten, die Städte Czernowitz, Klagenfurt am Wörthersee und Wolfsberg sowie den Verein Österreich Kooperation, die Georg Drozdowski Gesellschaft in Klagenfurt/Kärnten und das Bukowina Zentrum in Czernowitz. Es entstand in der „Minimundus“-Modellbauwerkstätte.
2009 veröffentlichte der Aachener Rimbaud-Verlag wieder eine Auswahl von Gedichten Drozdowskis, welche von der Germanistin Prof.in Dr.in Helga Abret herausgegeben wurde. In den Folgejahren sind auch mit Unterstützung der Georg-Drozdowski-Gesellschaft in Klagenfurt/Kärnten Neuauflagen der Werke „Damals in Czernowitz und rundum. Erinnerungen eines Altösterreichers.“ (2013), „An die Wand gemalt. Gedichte.“ (2015) und „Odyssee. XXX. Gesang.“ im Rimbaud-Verlag herausgegeben worden. Anlässlich des 110. Geburtstages von Drozdowski wurde im selben Jahr auf Vorschlag der Georg Drozdowski Gesellschaft Klagenfurt/Kärnten im Westteil der Landeshauptstadt Klagenfurt am Wörthersee eine Gasse nach ihm benannt.